# Paula Gaviria
Paula Gaviria Betancur es abogada, especialista en derechos humanos y desplazamiento forzado. En la actualidad es directora ejecutiva de Compaz, una organización no lucrativa fundada por el Premio Nobel Juan Manuel Santos y relatora especial sobre los derechos humanos de los desplazados internos, de las Naciones Unidas. Con más de dos décadas de experiencia en materia de derechos humanos y asuntos humanitarios, fue miembro del Equipo de Alto Nivel del Secretario General de las Naciones Unidas sobre Desplazamiento Interno, que trabajó de 2019 a 2021 en la formulación de recomendaciones específicas relativas a cómo prevenir, responder y alcanzar soluciones a las crisis mundiales de desplazamiento interno. Gaviria ha sido una promotora de las soluciones duraderas al desplazamiento intreno y especialmente de la utilidad del sector privado para quebrar el ciclo del desplazamiento.
Gaviria acumula más de dos décadas de experiencia en la promoción de los derechos humanos en el marco de la sociedad civil, el sector judicial, la universidad y el gobierno. De 2016 a 2018 ejerció de asesora del Presidente de Colombia en materia de derechos humanos. Su aporte fue decisivo para garantizar la participación de las víctimas en las negociaciones. Antes de esa etapa, Gaviria apoyó la elaboración y aplicación de la Ley Nacional de Víctimas de 2011, y dirigió la Unidad de Víctimas (2012-2016), que supervisó la creación del Registro de Víctimas. En 2016, fue galardonada con el Premio José Edgardo Campos al liderazgo colaborativo, que otorga el Banco Mundial. Con anterioridad, Gaviria había sido directora de promoción de derechos humanos en la Defensoría del Pueblo de Colombia (2000-2004). 
Paula Gaviria se graduó como abogada en la Universidad de los Andes donde también se especializó en periodismo. Además, cursó estudios de posgrado en opinión pública y marketing político en la Universidad Javeriana. También ha realizado diplomas y cursos especializados en derechos humanos como el Transitional Justice Fellowship en Sudáfrica y el International Visitors Leaderhip Program con el Departamento de Estado de Estados Unidos.
Su actividad profesional ha estado relacionada en años anteriores con la Fundación Social, dirigiendo la Asesoría de Derechos Humanos y Paz. También ejerció como jefe de comunicaciones de la Corte Constitucional de Colombia; como secretaria privada del defensor del pueblo y encargada de la Dirección Nacional de Promoción y Divulgación de los Derechos Humanos de la misma entidad. Durante su trabajo en esta entidad, Gaviria “articulaba las relaciones de la Defensoría con entidades de cooperación internacional, de países como Estados Unidos, Alemania, Países Bajos, Canadá o Noruega”.
Aunque es nieta del expresidente Belisario Betancur, su carrera se ha enfocado principalmente en los derechos humanos y no tanto en los círculos políticos.  Como directora de la Unidad para las Víctimas, se encargó de la puesta en marcha de la Ley 1448 de 2011, así como la articulación de las 52 entidades estatales que componen el Sistema Nacional para la Atención y Reparación Integral a las Víctimas.   
Ha escrito artículos de opinión en diferentes medios, como el diario español El País, o colombianos como la revista Semana y los periódicos El Espectador y El Tiempo.